# ハリー作戦
ハリー作戦 (Operation Hurry) とは、第二次世界大戦中のイギリス軍の作戦の一つで、マルタの守備を強化するために戦闘機を送るというものである。1940年8月に実行された。同時にサルデーニャ島のカリャリ空襲（クラッシュ作戦）も実行された。

## 参加艦艇[3]
- H部隊（ジェームズ・サマヴィル中将）
  - 戦艦ヴァリアント、レゾリューション
  - 巡洋戦艦フッド（旗艦）
  - 空母アーク・ロイヤル、アーガス
  - 軽巡洋艦エンタープライズ、アリシューザ
  - 駆逐艦フォークナー、フォックスハンド、フォアサイト、フォレスター、ホットスパー、グレイハウンド、ギャラント、エスカペイド、エンカウンター、ヴェロックス

## 経過
1940年7月31日にH部隊はジブラルタルから出撃した。艦隊は途中で二つに別れた。8月2日、アーガスからマルタへ向けてホーカー ハリケーン12機とブラックバーン スクア2機が発進し、全機にマルタに到着したがハリケーン1機が墜落した。また、アーク・ロイヤルはフェアリー ソードフィッシュでサルデーニャ島のカリャリ近くの飛行場を空襲した。この際ソードフィッシュ1機が不時着し乗員は捕虜となった。H部隊は8月4日にジブラルタルに帰投した。イタリア軍は潜水艦を展開させたりH部隊に対して空襲を行ったが損害を与えることは出来なかった。